# آموزش در کانادا

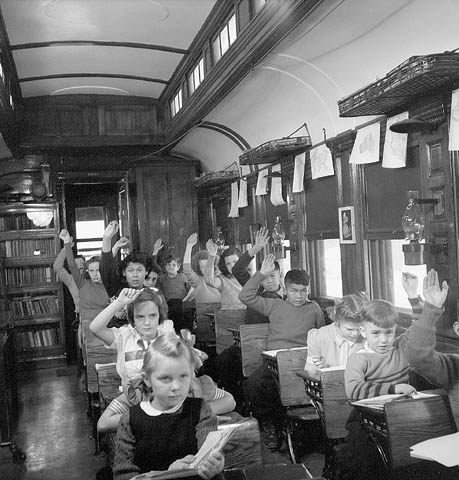

از آنجاییکه وظیفه رسیدگی و نظارت بر حوزه آموزش در کشور کانادا به‌طور کامل در حوزه اختیارات ایالات و قلمروهای کشور قرار دارد، از این رو هیچگونه نظام آموزشی فدرالی در این کشور وجود ندارد. به دیگر سخن نوعی تعهد ملی نسبت به حوزه آموزش دراین کشور به چشم خورده و آموزش پایه برای کلیه شهروندان کانادایی آزاد و رایگان می‌باشد. البته در این میان هر ایالت با وجود تشایه در اغلب زمینه‌ها با سایر ایالات، علائق منطقه‌ای خاص خود را نیز دنبال می‌نماید.

## آموزش پیش از دانشگاه
در کانادا سیستم آموزشی دولتی و خصوصی وجود دارد. دولت کانادا به آموزش از مهدکودک تا مقطع متوسطه کمک می‌کند و به‌طور متوسط تقریباً ۶ درصد از تولید ناخالص داخلی خود را صرف آموزش می‌کند.
به‌طور کلی، مدارس ابتدایی در کانادا از مهدکودک تا کلاس ۶، راهنمایی از کلاس‌های ۷–۸ و دبیرستان از کلاس‌های ۹–۱۲ اجرا می‌شود. این مقوله از استانی به استان دیگر متفاوت است.

## آموزش عالی
درحوزه آموزش عالی، موسسات به دو دسته کالج‌های ایالتی و دانشگاهها تقسیم می‌گردند. در کشور کانادا تفاوت‌های عمده‌ای میان نظام آموزشی ایالات مختلف مشهود می‌باشد. به نحوی که در کشور کانادا برخلاف سایر کشورها که کلاس ۴ دبیرستان آخرین سال تحصیلی مقطع متوسطه محسوب می‌گردد؛ در کشور کانادا براساس قوانین خاص ایالتی هر ایالت پایان مقطع متوسطه در ایالات مختلف از سال ۱۱ تا ۱۳ ادامه می‌یابد. آموزش عالی در کشور کانادا از طریق موسسات آموزش عالی تحت عناوین ذیل به دانشجویان ارائه می‌گردد:
- دانشگاه‌های ایالتی
- دانشکده‌های ایالتی
- کالج‌های ایالتی
- کالج‌های کاربردی
- موسسات غیررسمی فنی و حرفه‌ای

از آنجاییکه اغلب دانشگاه‌ها و مراکز آموزش عالی کشور کانادا به صورت گسترده از محل بودجه ملی تأمین اعتبار می‌گردند، از این رو دانشجویان خارجی قادر خواهند بود با پرداخت شهریه ناچیز از دوره‌های آموزش عالی پیشرفته برخوردار گردند. در دانشگاه‌ها حیطه وسیعی از دوره‌های آموزشی و مدارک علمی متنوع از جمله کارشناسی، کارشناسی ارشد، دکتری و گواهینامه فنی و حرفه‌ای ارائه می‌گردد. درنظام آموزشی کشور کانادا سعی بر این است که دانش آموزان به روش‌های مختلف در مدارس دولتی تحصیل نمایند بطوریکه در برخی موارد مطابق با نیاز دانش آموزان برنامه‌های آموزشی جداگانه‌ای پیش‌بینی شده (سیستم جداسازی) یا از برنامه‌های عادی آموزشی برخوردار می‌گردند. (سیستم تلفیق)

## تعیین اعتبار دانشگاه‌ها و مراکز آموزش عالی
روش تعیین اعتبار مراکز آموزش عالی کشور کانادا مشابه سیستم اجرایی ایالات متحده آمریکا می‌باشد. در ایالات متحده آمریکا در اواخر قرن ۱۹ رشد فزاینده موسسات آموزشی و کمبودامکانات اولیه به شناسایی استانداردهای متمرکز واعمال راندمان‌های مناسب در حوزه آموزش عالی کشور منجر گردید. این در صورتی بود که با وجود عدم تمایل موسسات به پیروی از چنین شرایطی مداخلات حکومتی غیرقابل اجتناب می‌بود. از این رو اغلب موسسات کشور گام‌هایی در جهت توسعه فرایند ارزیابی کیفی برداشتند. اولین فرایند، فرایند اعتباربخشی است. اعتباربخشی موسسات آموزش عالی از طریق پیگیری مسائل و موضوعات توسط تیم ارزیاب و بازدیدکننده و اجرای گفتگوی نهایی توسط هیئت‌های همتا با استفاده از استانداردهای موجود، روشی است که به‌طور معمول درکشورکانادا اتخاذ می‌گردد. لازم است ذکر شود اعتبار بخشی عمومی در کشور کانادا توسط هیئت‌های منطقه‌ای هدایت شده و در نهایت از سوی موسسات آموزش عالی مورد نظارت وارزیابی قرار می‌گیرد و این در حالیست که اعتباربخشی اختصاصی توسط هیئت نظارت حرفه‌ای درسطح ملی صورت می‌گیرد. دومین فرایند، فرایند درون نهادی و بررسی منظم طرح‌های آموزشی است. گفتنیست که این روش توسط دانشگاه‌های کانادا جهت ارزیابی کیفی برنامه‌های آموزشی در تصمیم گیریهای نهایی جهت تهیه راهنمای منابع و اطلاعات آموزشی، درموسسات و مراکز آموزشی مورد استفاده قرار می‌گیرد. هر بررسی داخلی ممکن است ابزاری جهت اعمال فرایند اعتباربخشی کلی‌تر و گسترده‌تر گردد، اما این موارد الزامی نیست. در کشور کانادا روش‌های ارزیابی کیفی آموزش عالی از تفاوت‌هایی در نحوه سازماندهی برخوردار می‌باشد. از جمله اینکه کلیه فرایندهای اعتباربخشی مورد استفاده قرار نگرفته و تنها از دو ابزار جامع اعتباربخشی ایالات متحده استفاده می‌گردد. این دو ابزار همانا ارزیابی و بازدید از مراکز آموزشی توسط همتایان می‌باشد. کمیسیون کالج‌های ایالت آلاباما در خصوص اثربخشی اعتبار سنجی و خودمحوری موسسات آموزشی اینگونه شرح می‌دهد:
اثربخشی اعتبار بخشی و خود تنظیمی بر پذیرش مسئولیت‌های خاص توسط موسسات وابسته می‌باشد که این امر بر مندرجات نهایی موسسات و تعهدات آنان نسبت به فرایند اعتباربخشی مربوط است. در این فرایند هر عضو مؤسسه از مسوولیتی در جهت مشارکت و پذیرش صادقانه ارزیابی‌های صورت گرفته در خصوص قوت و ضعف موسسات آموزشی برخوردار می‌باشد. جهت تحقق این امر اجرای طرح پیگیر و مناسب مطالعه فردی و ارزشیابی همتا ضروری به نظر می‌رسد. علاوه بر این موسسات می‌بایستی، درگیر بوده و در فعالیت‌ها و تصمیمات کمیسیون مشارکت داشته باشد. این تعهد از رضایتمندی؛ جهت دخالت در فرایند تصمیم‌گیری کمیسیون و رضایتمندی در جهت توجه و حمایت از خط مشی‌های آموزشی جهت توسعه داخلی موسسات متشکل می‌گردد. فعالیت‌های برنامه‌ریزی شده می‌بایستی از خط مشی‌ها، روش‌ها و خطوط راهنمای کمیسیون کالج‌ها تبعیت نموده و منطبق با معیار آن‌ها باشد.

## دانشکده‌های ایالتی
دانشکده‌های ایالتی کشور کانادا به عنوان بخشی ازسیستم دانشگاهی علاوه بر برگزاری دوره‌های آکادمیک؛ به ارائه علوم کاربردی نیز مبادرت می‌نمایند. از جمله مهم‌ترین مشخصه‌های دانشکده‌های ایالتی کشور کانادا می‌توان به ارائه خدمات حمایتی دانشجویی، برگزاری کلاسهای کم‌تراکم و تأسیس محیط‌های آموزشی مناسب اشاره نمود. گفتنی است که دانشکده‌های ایالتی همچنین به ارائه دوره‌های تحصیلی مرکب وانتقالی مبادرت می‌نمایند.

## کالج‌های ایالتی
این قبیل کالجهای آموزشی از دوره‌های آموزشی کاملاً تخصصی، کلاسهای کم‌تراکم، واحدهای آموزش عملی، فضای آزمایشگاهی با ابعاد نسبتاً بزرگ و سبک آموزشی کاملاً تعادلی برخوردار می‌باشند. ازجمله دیگر ویژگی‌های منحصربفرد کالجهای ایالتی کشور کانادا می‌توان به برخورداری دانشجویان از امکانات آموزشی همزمان بافعالیت در بازارکار اشاره نمود.
به دیگر سخن مقاطع آموزشی اغلب موسسات و کالجهای کانادایی کارمحور می‌باشند. از این رو موسسات فوق تنها در جهت پاسخگویی به نیازهای آموزشی حوزه صنایع، تجارت و خدمات ملی فعالیت نموده؛ به اعطای گواهینامه پایان دوره به فارغ التحصیلان اکتفا نموده و از حق صدور مدارک تحصیلی برای دانشجویان معاف می‌باشند.